# Custer eroe del West
Custer eroe del West   (Custer of the West) è un film statunitense del 1968, diretto da Robert Siodmak.

## Trama
Al termine della guerra di secessione americana a George Armstrong Custer non va giù di rimanere ufficiale in servizio sedentario e chiede al suo superiore, generale Sheridan, di tornare a combattere nell'unica guerra in corso: quella contro gli indiani. Accontentato, passa di vittoria in vittoria divenendo l'idolo bellico della stampa americana. Gli viene poi affidato un reggimento di cavalleria, il 7º, composto in gran parte da sfaticati, a cominciare dal vicecomandante, maggiore Marcus Reno, che a cavalli e fucili preferisce le bottiglie di whiskey, passando dal capitano Benteen, simpatizzante del nemico, per finire alla truppa, gran parte della quale, alla notizia della prima spedizione contro gli indiani, pensa bene di marcare visita. Ma Custer non si scoraggia e coniugando esercitazioni pesanti e frenetica attività militare ad una disciplina ferrea, fa del 7º il fiore all'occhiello della cavalleria statunitense. Il generale Philip Sheridan decide di visitare a sorpresa la truppa e ordina a Custer di aggredire un villaggio Cheyenne, allo scopo di convincere i politici a Washington, che solo così si possono ammansire gli indiani. Custer esegue l'ordine, noncurante del fatto che durante l'attacco vengono uccisi anche donne e bambini. Intanto però l'agitazione degli indiani cresce: accettato il confino nelle riserve con l'intesa che nessun bianco vi avrebbe messo piede, sono continuamente alle prese con violazioni di quest'ultima regola e reagisocno con l'unica arma che gli resta, cioè ammazzando i bianchi che violano il trattato. Il governo statunitense decide allora autonomamente di annullare il trattato.
Custer nel frattempo si barcamena come può ma sorgono all'improvviso due problemi. Sulle montagne di una grande riserva è stato scoperto l'oro e torme di cercatori improvvisati vi si precipitano, a stento trattenuti dalle truppe di Custer. Il quale, ricevuta una lettera da Washington, nella quale si dice che il presidente degli Stati Uniti vede con favore questa scoperta che arricchirà il paese, ma al contempo si lascia alla valutazione personale di Custer il da farsi, si stufa e dà via libera ai cercatori, tra i quali finiscono anche alcuni dei suoi soldati che disertano. L'altro problema è la scoperta, da parte delle società ferroviarie, che per unire Atlantico e Pacifico con una ferrovia, le rotaie devono attraversare le riserve indiane.
Gli indiani perdono la pazienza, assaltano un treno e fanno crollare il vagone passeggeri, pieno di gente, giù da un ponte. L'incidente ha una eco enorme sui quotidiani dell'Est e Custer, accusato di non aver fatto abbastanza per controllare gli indiani, viene sollevato dal suo incarico e invitato a presentarsi a Washington per giustificarsi di fronte ad una commissione militare d'inchiesta. Custer obbedisce e si difende bene, accusando della situazione speculatori e corrotti, dei quali fa nomi e cognomi, incluso quello del fratello del presidente Grant. Viene prosciolto dalla commissione d'inchiesta, ma Grant non ha gradito e, nonostante gli sforzi del generale Sheridan, Custer viene messo da parte ed ignorato.
Appreso che l'esercito intraprenderà un'offensiva in grande stile contro gli indiani, della quale il 7º cavalleria sarà la punta di lancia, Custer scrive a Grant supplicandolo di riaffidargli per l'occasione il comando del suo reggimento. Grant acconsente e Custer parte per il forte: combatterà così la battaglia del Little Bighorn.